# Збройні сили Панами
Збройні сили Панами (ісп. Fuerzas de Defensa de Panamá) (FFDD) — військова організація Республіки Панама, що відповідала за її оборону та захист і складалася з трьох видів військ: сухопутні війська, військово-морські та повітряні сили. Сили оборони Панами існували з 1968 по 1989 рік. З моменту свого створення у 1946 році вони носили назву Національна гвардія Панами, яка являла собою військову поліцію чи жандармерію та після смерті генерала Омара Торріхоса, у 1983 році її було реформовано в повноцінні збройні сили з метою перетворення військової поліції на регулярну армію згідно з указом генерала Мануеля Антоніо Нор'єги та його Генерального штабу. Збройні сили Панами були розформовані після вторгнення США до Панами в 1989 році.

## Військово-адміністративний поділ Панами
Сили оборони Панами були організовані за військовими регіонами, які у свою чергу поділялися на військові зони. Всього було 4 військових регіони і 12 військових зон.

Карта провінцій та військових регіонів Панами у 1983 році

| Військовий регіон     | Провінції                                        | Військова зона       | Провінції       |
| --------------------- | ------------------------------------------------ | -------------------- | --------------- |
| 1-й військовий регіон | - Панама - Західна Панама - Колон - Сан-Мігеліто | 1-ша військова зона  | Панама          |
| 1-й військовий регіон | - Панама - Західна Панама - Колон - Сан-Мігеліто | 2-га військова зона  | Колон           |
| 1-й військовий регіон | - Панама - Західна Панама - Колон - Сан-Мігеліто | 10-та військова зона | Західна Панама  |
| 1-й військовий регіон | - Панама - Західна Панама - Колон - Сан-Мігеліто | 11-та військова зона | Сан-Мігеліто    |
| 2-й військовий регіон | - Дар'єн - Сан-Блас                              | 9-та військова зона  | Дар'єн          |
| 2-й військовий регіон | - Дар'єн - Сан-Блас                              | 12-та військова зона | Сан-Блас        |
| 3-й військовий регіон | - Верагуас - Кокле - Еррера - Лос-Сантос         | 3-тя військова зона  | Верагуас        |
| 3-й військовий регіон | - Верагуас - Кокле - Еррера - Лос-Сантос         | 4-та військова зона  | Еррера          |
| 3-й військовий регіон | - Верагуас - Кокле - Еррера - Лос-Сантос         | 6-та військова зона  | Кокле           |
| 3-й військовий регіон | - Верагуас - Кокле - Еррера - Лос-Сантос         | 7-ма військова зона  | Лос-Сантос      |
| 4-й військовий регіон | - Чирикі - Бокас-дель-Торо                       | 5-та військова зона  | Чирикі          |
| 4-й військовий регіон | - Чирикі - Бокас-дель-Торо                       | 8-ма військова зона  | Бокас-дель-Торо |

## Озброєння та військова техніка ЗС Панами

### Особиста зброя
| Назва                                                            | Країна походження | Тип                             | Кіл-сть      | Зображення | Прим. |           |
| Пістолети                                                        | Пістолети         | Пістолети                       | Пістолети    | Пістолети  | Пістолети | Пістолети |
| ---------------------------------------------------------------- | ----------------- | ------------------------------- | ------------ | ---------- | --- | --------- |
| Browning Hi-Power                                                | Бельгія           | самозарядний пістолет           | н/д          |            | [ 3 ] |           |
| Colt M1911A1                                                     | США               | самозарядний пістолет           | н/д          |            | [ 4 ] |           |
| S&W Model 10-2                                                   | США               | револьвер                       | н/д          |            | Службовий револьвер панамської поліції                                                                                               |           |
| Colt .38 Special Revolver                                        | США               | револьвер                       | н/д          |            | [ 4 ] |           |
| Карабіни                                                         |                   |                                 |              |            | |           |
| M1 Carbine                                                       | США               | карабін                         | 7 у 1958     |            | Надлишок озброєння Нацгвардії |           |
| M2 Carbine                                                       | США               | карабін                         | н/д          |            | Надлишок озброєння Нацгвардії |           |
| Автомати                                                         |                   |                                 |              |            | |           |
| AKM                                                              | СРСР              | автомат                         | н/д          |            | основна зброя, що перебувала на озброєнні.                                                                                           |           |
| M16A1                                                            | США               | автоматичний карабін            | н/д          |            | основна особиста зброя, що разом з T65 перебувала на озброєнні ЗС Панами; на момент вторгнення США активно замінялася на автомати АК |           |
| T65                                                              | Тайвань           | автоматичний карабін            | н/д          |            | основна особиста зброя, що разом з M16 перебувала на озброєнні ЗС Панами; на момент вторгнення США активно замінялася на автомати АК |           |
| MPi Kms 72                                                       | НДР               | автоматичний карабін            | н/д          |            | [ 3 ] |           |
| AK-47                                                            | СРСР              | автоматичний карабін            | н/д          |            | [ 3 ] |           |
| Галіл                                                            | Ізраїль           | автоматичний карабін            | н/д          |            | Відомо, що використовувалася лише спецпідрозділом UESAT.                                                                             |           |
| Бойові гвинтівки                                                 |                   |                                 |              |            | |           |
| FAL                                                              | Бельгія           | бойова гвинтівка                | н/д          |            | [ 3 ] |           |
| M1 Garand                                                        | США               | самозарядна гвинтівка           | н/д          |            | Надлишок озброєння Нацгвардії |           |
| Breda PG                                                         | Італія            | бойова гвинтівка                | 1 у 1958     |            | Одну 7-міліметрову гвинтівку було знайдено під час аудиту уряду США в 1958 році.                                                     |           |
| Снайперські гвинтівки                                            |                   |                                 |              |            | |           |
| M21                                                              | США               | снайперська гвинтівка           | н/д          |            | [ 3 ] |           |
| СВД                                                              | СРСР              | марксменська гвинтівка          | н/д          |            | [ 3 ] |           |
| Кулемети                                                         |                   |                                 |              |            | |           |
| M60                                                              | США               | єдиний кулемет                  | н/д          |            | Стандартний єдиний кулемет разом із FN MAG.                                                                                          |           |
| FN MAG                                                           | Бельгія           | єдиний кулемет                  | н/д          |            | Стандартний єдиний кулемет разом із M60.                                                                                             |           |
| Browning M2                                                      | США               | великокаліберний кулемет        | н/д          |            | Стандартний важкий кулемет |           |
| M1919A4                                                          | США               | станковий кулемет               | 15 у 1958    |            | Надлишок озброєння Нацгвардії |           |
| ZB-53                                                            | Чехословаччина    | станковий кулемет               | н/д          |            | [ 3 ] |           |
| MG-42                                                            | Третій Рейх       | єдиний кулемет                  | н/д          |            | [ 7 ] |           |
| M1918                                                            | США               | автоматична гвинтівка           | 7 у 1958     |            | Надлишок озброєння Нацгвардії |           |
| M1917                                                            | США               | великокаліберний кулемет        | 3 у 1958     |            | Надлишок озброєння Нацгвардії |           |
| Пістолети-кулемети                                               |                   |                                 |              |            | |           |
| Uzi                                                              | Ізраїль           | пістолет-кулемет                | н/д          |            | Відомо, що використовувалася лише спецпідрозділом UESAT                                                                              |           |
| M1928A1 Thompson                                                 | США               | пістолет-кулемет                | 101 у 1958   |            | Надлишок озброєння Нацгвардії |           |
| M3A1                                                             | США               | пістолет-кулемет                | 2 у 1958     |            | Надлишок озброєння Нацгвардії |           |
| M50 Reising                                                      | США               | пістолет-кулемет                | 112 у 1958   |            | Надлишок озброєння Нацгвардії |           |
| Гранатомети                                                      |                   |                                 |              |            | |           |
| M79                                                              | США               | гранатомет                      | н/д          |            | [ 3 ] |           |
| M203                                                             | США               | гранатомет                      | н/д          |            | [ 3 ] |           |
| H&K 69                                                           | Німеччина         | гранатомет                      | н/д          |            | [ 3 ] |           |
| Гвинтівки із ковзним затвором                                    |                   |                                 |              |            | |           |
| M1917 Enfield                                                    | США               | гвинтівка                       | 1 350 у 1958 |            | Надлишок озброєння Нацгвардії, випущені компаніями Eddystone, Winchester і Remington.                                                |           |
| M1903                                                            | США               | гвинтівка                       | 434 у 1958   |            | Надлишок озброєння Нацгвардії, випущені компаніями Springfield і Lee.                                                                |           |
| Mauser Model 1893                                                | Німецька імперія  | гвинтівка                       | 1 500 у 1958 |            | Надлишок озброєння Нацгвардії |           |
| FN Carbine                                                       | Бельгія           | гвинтівка                       | 302 у 1958   |            | Надлишок озброєння Нацгвардії |           |
| Рушниці                                                          |                   |                                 |              |            | |           |
| Remington 870                                                    | США               | помпова рушниця                 | н/д          |            | 12 gauge, складний приклад |           |
| Ручні гранати                                                    |                   |                                 |              |            | |           |
| РГД-5                                                            | СРСР              | ручна граната                   | н/д          |            | |           |
| M67                                                              | США               | ручна граната                   | н/д          |            | [ 7 ] |           |
| Mk2                                                              | США               | ручна граната                   | н/д          |            | [ 7 ] |           |
| Наземні міни                                                     |                   |                                 |              |            | |           |
| M18А1 Claymore                                                   | США               | протипіхотна міна               | н/д          |            | [ 7 ] |           |
| Ручні протитанкові гранатомети та реактивні протитанкові гранати |                   |                                 |              |            | |           |
| РПГ-7                                                            | СРСР              | ручний протитанковий гранатомет | н/д          |            | [ 3 ] |           |
| РПГ-2                                                            | СРСР              | ручний протитанковий гранатомет | н/д          |            | [ 3 ] |           |
| РПГ-18                                                           | СРСР              | реактивна протитанкова граната  | н/д          |            | [ 8 ] |           |
| Тип 56                                                           | КНР               | ручний протитанковий гранатомет | н/д          |            | Китайська копія РПГ-2 |           |
| Тип 69 РПГ                                                       | КНР               | ручний протитанковий гранатомет | н/д          |            | Китайська копія РПГ-7 |           |
| M20A1B1 Super Bazooka                                            | США               | ручний протитанковий гранатомет | н/д          |            | [ 3 ] |           |
| LRAC F1                                                          | Франція           | ручний протитанковий гранатомет | н/д          |            | [ 3 ] |           |

### Колективна зброя
| Назва               | Країна походження   | Тип                          | Кіл-сть             | Зображення          | Прим.                                                                     |                     |
| Безвідкотні гармати | Безвідкотні гармати | Безвідкотні гармати          | Безвідкотні гармати | Безвідкотні гармати | Безвідкотні гармати                                                       | Безвідкотні гармати |
| ------------------- | ------------------- | ---------------------------- | ------------------- | ------------------- | ------------------------------------------------------------------------- | ------------------- |
| M67                 | США                 | безвідкотна гармата          | н/д                 |                     | 90-мм безвідкотна гармата                                                 |                     |
| Тип 52              | КНР                 | безвідкотна гармата          | н/д                 |                     | Китайська неліцензійна копія американської 75-мм безвідкотної гармати M20 |                     |
| Міномети            |                     |                              |                     |                     |                                                                           |                     |
| M2                  | США                 | ротний міномет               | н/д                 |                     | 60-мм міномет                                                             |                     |
| Soltam C03          | Ізраїль             | ротний міномет               | н/д                 |                     | 60-мм міномет                                                             |                     |
| M29                 | США                 | піхотний міномет             | н/д                 |                     | 81-мм міномет                                                             |                     |
| M30                 | США                 | важкий міномет               | н/д                 |                     | 106,7-мм міномет                                                          |                     |
| M2 4.2-inch         | США                 | важкий міномет               | н/д                 |                     | 106,7-мм міномет                                                          |                     |
| MO-120-RT           | Франція             | важкий міномет               | н/д                 |                     | 120-мм міномет                                                            |                     |
| Зенітні гармати     |                     |                              |                     |                     |                                                                           |                     |
| ЗПУ-4               | СРСР                | зчетверена зенітна установка | ~20                 |                     | 14,5-мм зенітний кулемет                                                  |                     |
| ЗПУ-1               | СРСР                | зенітна кулеметна установка  | н/д                 |                     | 14,5-мм зенітний кулемет                                                  |                     |

### Бронеавтомобілі
| Назва             | Країна походження | Тип                     | Кіл-сть           | Зображення        | Прим. |                   |
| Бронетранспортери | Бронетранспортери | Бронетранспортери       | Бронетранспортери | Бронетранспортери | Бронетранспортери | Бронетранспортери |
| ----------------- | ----------------- | ----------------------- | ----------------- | ----------------- | --- | ----------------- |
| V-150             | США               | бронетранспортер        | ~17               |                   | 4 командні БТР-К і 13 БТР, озброєних 7,62-мм або 12,7-мм кулеметами                                                                     |                   |
| V-300             | США               | бронетранспортер & БРЕМ | 13                |                   | Кілька версій — версії БТР, БРЕМ та машин вогневої підтримки, оснащена бельгійською 90-мм гарматою MK III Cockerel і 7,62-мм кулеметами |                   |

### Неброньована техніка
| Назва                                 | Країна походження                     | Тип                                   | Кіл-сть                               | Зображення                            | Прим.                                 |                                       |
| Багатоцільові універсальні автомобілі | Багатоцільові універсальні автомобілі | Багатоцільові універсальні автомобілі | Багатоцільові універсальні автомобілі | Багатоцільові універсальні автомобілі | Багатоцільові універсальні автомобілі | Багатоцільові універсальні автомобілі |
| ------------------------------------- | ------------------------------------- | ------------------------------------- | ------------------------------------- | ------------------------------------- | ------------------------------------- | ------------------------------------- |
| M151                                  | США                                   | легкий військовий позашляховик        | н/д                                   |                                       |                                       |                                       |
| CUCV                                  | США                                   | пікап                                 | н/д                                   |                                       | Військові продажі США за кордон       |                                       |
| M35                                   | США                                   | військовий вантажний автомобіль       | н/д                                   |                                       | 2,5-тонна вантажівка                  |                                       |
| M809                                  | США                                   | військовий вантажний автомобіль       | н/д                                   |                                       | 5-тонна вантажівка                    |                                       |
| Robur                                 | НДР                                   | вантажний автомобіль                  | 32                                    |                                       |                                       |                                       |
| M38A1                                 | США                                   | легкий військовий позашляховик        | 2                                     |                                       | Національна гвардія Панами            |                                       |
| M38                                   | США                                   | легкий військовий позашляховик        | 8                                     |                                       | Національна гвардія Панами            |                                       |
| Willys MB/Ford GPW                    | США                                   | легкий військовий позашляховик        | 3                                     |                                       | Національна гвардія Панами            |                                       |
| Landrover серії I                     | Велика Британія                       | легкий військовий позашляховик        | 6                                     |                                       | Національна гвардія Панами            |                                       |

### Військова авіація
| Назва                                | Країна походження | Тип                                                                      | Кіл-сть     | Зображення  | Прим. |             |
| Гелікоптери                          | Гелікоптери       | Гелікоптери                                                              | Гелікоптери | Гелікоптери | Гелікоптери | Гелікоптери |
| ------------------------------------ | ----------------- | ------------------------------------------------------------------------ | ----------- | ----------- | --- | ----------- |
| Bell 205A1                           | США               | багатоцільовий вертоліт                                                  | 21          |             | Озброєні кулеметами M60D у кожних дверях. Принаймні 1 з кулеметами FN MAG, встановленими на гарматних контейнерах |             |
| Fairchild Hiller FH-1100             | США               | багатоцільовий вертоліт                                                  | 3           |             | [ 12 ] |             |
| Eurocopter Super Puma                | Франція           | багатоцільовий вертоліт                                                  | 1           |             | [ 13 ] |             |
| Літаки                               |                   |                                                                          |             |             | |             |
| CASA C-212                           | Іспанія           | середній військово-транспортний літак скороченого зльоту та посадки STOL | 3           |             | [ 8 ] |             |
| de Havilland Canada DHC-3 Otter      | Канада            | військово-транспортний літак STOL                                        | 1           |             | [ 8 ] |             |
| de Havilland Canada DHC-6 Twin Otter | Канада            | багатоцільовий літак STOL                                                | 2           |             | [ 8 ] |             |
| Short SC.7 Skyvan                    | Велика Британія   | багатоцільовий літак                                                     | 1           |             | [ 8 ] |             |
| Boeing 727                           | США               | Вузькофюзеляжний реактивний лайнер                                       | 1           |             | [ 8 ] |             |
| ENAER T-35 Pillán                    | Чилі              | навчально-тренувальний літак                                             | 10          |             | моделі B і D, використовувалися для пошуково-рятувальних місій                                                    |             |
| Cessna 172                           | США               | багатоцільовий літак                                                     | 2           |             | [ 8 ] |             |
| Lockheed L-188 Electra               | США               | турбогвинтовий авіалайнер                                                | 1           |             | Версія 188C, на службі з 1973 до 1984                                                                             |             |

### Кораблі, катери та судна
| Назва                                    | Країна походження | Тип                         | Кіл-сть         | Зображення      | Прим. |                 |
| Кораблі (судна)                          | Кораблі (судна)   | Кораблі (судна)             | Кораблі (судна) | Кораблі (судна) | Кораблі (судна)                                                                                          | Кораблі (судна) |
| ---------------------------------------- | ----------------- | --------------------------- | --------------- | --------------- | --- | --------------- |
| LSM (R)                                  | США               | середній десантний корабель | 1               |                 | Колишній американський USS Smoky Hill River (LFR-531)                                                    |                 |
| Патрульний катер Vosper Thornycroft 103  | Велика Британія   | патрульний катер            | 2               |                 | GC10 Panquiaco і GC11 Ligia Elena, озброєні 2 × 20-мм гарматами. Екіпаж 23 особи.                        |                 |
| 19-метровий прибережний патрульний катер | США               | патрульний катер            | 2               |                 | Озброєний 12,7-мм кулеметами, 10 членів екіпажу. Передані Береговою охороною США у середині 1960-х років |                 |
| 12-метровий прибережний патрульний катер | США               | патрульний катер            | 2               |                 | Озброєний 12,7-мм кулеметом, 4 члени екіпажу. Передані ВМС США у середині 1960х років                    |                 |
| швидкохідний катер                       | США               | швидкохідний катер          | 2               |                 | MN GC-201 Comandante Torrijos і MN GC-202 Presidente Porras отримані у 1980-х роках із США               |                 |